# Silvana Corsini
Silvana Corsini (Roma, 15 maggio 1941) è un'attrice italiana.

## Biografia
Nata a Roma, non ancora ventenne fu scritturata da Carlo Lizzani per una parte ne Il gobbo del 1960. Proprio sul set de Il Gobbo fu notata da Pier Paolo Pasolini, che nel film interpretava il ruolo di Leandro, ed era impegnato nella produzione del suo primo film da regista. Pasolini, dopo un provino svoltosi direttamente a casa di lei, la scritturò per il ruolo della co-protagonista Maddalena in Accattone del 1961, accanto a Franco Citti e Franca Pasut. Per il film Corsini ricevette un considerevole compenso di un milione di lire. Le riprese del film furono ultimate nel luglio del 1961 e, anche se il film non ottenne il visto della censura per la proiezione nelle sale italiane, fu presentato fuori concorso al Festival di Venezia, il 31 agosto 1961. Contestato inizialmente dalla critica e dalla censura italiana, a Parigi ricevette invece il giudizio entusiastico di Marcel Carné e di André Chamson.
Dopo la burrascosa accoglienza alla Mostra di Venezia, sebbene non contenesse alcuna scena di nudo né particolare turpiloquio, ma semplicemente una rappresentazione neorealista del contesto di borgata romano, Accattone divenne il primo film italiano a essere vietato ai minori di anni 18. La prima rappresentazione pubblica del film ebbe luogo a Roma, il 23 novembre 1961, al cinema Barberini, alla quale partecipò anche Silvana Corsini. Nel cinema si verificò l'irruzione di un gruppo di neofascisti che bloccarono la proiezione, aggredendo gli spettatori e vandalizzando la sala. La pellicola uscì nelle sale il 22 novembre 1961. Il film venne poi quasi immediatamente bloccato in sede di censura dal sottosegretario al Ministero del Turismo e Spettacolo Renzo Helfer, e ritirato dalle sale italiane.
Nel 1962 l'opera fu presentata anche al Festival Internazionale del cinema di Karlovy Vary (Cecoslovacchia), dove Pasolini vinse il premio per la regia. Nello stesso anno, Corsini fu nuovamente chiamata da Pasolini per girare la seconda opera del regista, Mamma Roma, in cui l'attrice interpretò l'antagonista di Anna Magnani, Bruna. Dopo un confronto col produttore Alfredo Bini per l'aumento del cachet, Pasolini si impuntò per averla nella pellicola. Il film fu presentato alla XXIII Mostra internazionale d'arte cinematografica di Venezia il 31 agosto 1962. Nel 1966, Silvana Corsini fu chiamata ancora da Pasolini per il film Uccellacci e uccellini, con Totò e Ninetto Davoli, offerta che però declinò; due anni prima aveva infatti deciso di ritirarsi dal cinema per dedicarsi alla crescita dei figli e alla famiglia; ebbe due figli, Alessandra e Maurizio.
Ha vissuto in Friuli e ad Anagni, in provincia di Frosinone. Nel settembre 2022, in occasione dell'anniversario per i 60 anni dall'uscita del primo film di Pasolini e dopo una vita riservata, ha rilasciato la prima intervista dopo l'abbandono delle scene, nella quale, riferendosi a Pasolini, ha affermato: «Oggi ci sarebbe bisogno del suo sguardo. Spero tanto che i giovani vedano i suoi film e imparino cosa vuol dire davvero essere dalla parte degli ultimi».

## Filmografia
- Il gobbo, regia di Carlo Lizzani (1960)
- Il carabiniere a cavallo, regia di Carlo Lizzani (1961)
- Caccia all'uomo, regia di Riccardo Freda (1961)
- Accattone, regia di Pier Paolo Pasolini (1961)
- Mamma Roma, regia di Pier Paolo Pasolini (1962)